# Championnat d'Afrique féminin de basket-ball 1983
Navigation
Sénégal 1981 Sénégal 1984
Le Championnat d'Afrique féminin de basket-ball de la FIBA 1983 est le 8e championnat FIBA Afrique pour les femmes, placé sous l’égide de la FIBA, instance mondiale régissant le basket-ball. 
Le tournoi a été organisé par l'Angola du 3 au 8 avril 1983 au Pavilhão da Cidadela (en) de Luanda. Il a été remporté par le Zaïre.
Une dizaine d'équipes devaient participer à la compétition ; le Ghana, la Guinée et le Mali se désistent avant le début du tournoi.

## Compétition
La compétition se déroule sous forme d'un championnat où chaque équipe rencontre une fois chaque adversaire.
| Rang | Équipe        | Pts | J | G | P | Pp  | Pc  | Diff |  | Résultats (dom.\ext.) |  |       |       |       |       |       |
| ---- | ------------- | --- | - | - | - | --- | --- | ---- |  | --------------------- |  | ----- | ----- | ----- | ----- | ----- |
| 1    | Zaïre         | 10  | 5 | 5 | 0 | 374 | 280 | 94   |  | Zaïre                 |  | 72-68 | 82-47 | 76-55 | 73-53 | 71-57 |
| 2    | Sénégal       | 9   | 5 | 4 | 1 | 412 | 267 | 145  |  | Sénégal               |  |       | 83-51 | 90-64 | 85-42 | 86-38 |
| 3    | Cameroun      | 8   | 5 | 3 | 2 | 338 | 358 | -20  |  | Cameroun              |  |       |       | 71-58 | 91-67 | 78-68 |
| 4    | Mozambique    | 6   | 5 | 1 | 4 | 301 | 360 | -59  |  | Mozambique            |  |       |       |       | 68-64 | 56-59 |
| 5    | Côte d'Ivoire | 6   | 5 | 1 | 4 | 277 | 350 | -73  |  | Côte d'Ivoire         |  |       |       |       |       | 59-55 |
| 6    | Angola        | 6   | 5 | 1 | 4 | 285 | 372 | -87  |  | Angola                |  |       |       |       |       |       |

## Effectifs
Les joueuses suivantes ont participé au Championnat d'Afrique, : 
- Zaïre : Philomène Bompoko Lomboto[3], Longanza Kamimbaya, Lingenga Liyoko, Komichelo Kayumba, Jacqueline Nguya Nakwete, Kasala Kamanga. Sélectionneur : Théophile Ngoie wa Ngoie
- Sénégal : Mama Diawara, Aminata Diagne, Boy Dieng, Maty Lopy, Fatim Diop, Ndeye Loum Diop, Tiatia Camara. Sélectionneur : Bonaventure Carvalho
- Cameroun : Doline Eyenga, Catherine Ntep
- Mozambique : Afra Ndeve, Esperança Sambo, Aurélia Manave
- Côte d'Ivoire : Bernadette Yépé, Christine Inago
- Angola : Antonia Cruz

## Statistiques
- Meilleure marqueuse :  Longanza Kamimbaya (130 points)[2],[1]